# Hazaragi
Het Hazaragi is een Perzisch dialect met Turkse en Mongoolse invloeden. Het wordt gesproken door de Hazara in Afghanistan en Pakistan.